# Illes Eagle
Les illes Eagle (en anglès: Eagle Islands; lit. "illes de l'àliga") és un grup de dues illes de l'arxipèlag de les Txagos. Estan situades a la vora central-occidental del Gran banc de Txagos, que és l'estructura d'atol de corall més gran del món.

## Geografia
Amb una superfície de 2,45 km², l'Île Aigle és l'illa sola més gran del Gran Banc de Txagos, i després de Diego Garcia, la segon més gran de l'Arxipèlag de les Txagos.
- Illa d'Eagle (en francès: Île Aigle; lit. "illa de l'àliga")
- Illa de Sea Cow (en francès: Île Vache Marine; lit. "illa de la vaca marina")

## Història
Hi va haver una plantació de cocos a l'Île Aigle, així com un petit assentament de treballadors de la plantació Îlois. Però en el moment de l'enquesta del comandant Robert Moresby sobre les Txagos, el 1838, aquesta illa només es poblava ocasionalment. No gaire temps després de l'assentament de plantadors francesos al grup de les Txagos a les darreries del segle xviii, la tendència era concentrar els treballadors en només unes illes determinades des de les quals s'executaven les plantacions, com a l'Île Boddam a l'atol Salomon.
El 1975, durant l'Expedició de Serveis Conjunts a l'illa de Danger (JSDI), els membres de l'expedició van ser portats pel vaixell RFA Resurgent a les illes Eagle i després van anar mitjançant un quetx i un bot inflable a l'illa de Danger i a Three Brothers. L'expedició va realitzar un aixecament topogràfic dels esculls de corall, un estudi ecològic dels coralls i un estudi sobre el metabolisme de l'escull. També es va realitzar una recol·lecció de referència de mostres de la flora i fauna de l'àrea.
Des del 1998, les illes són part de la Reserva Natural Estricta de l'Arxipèlag de Txagos i està prohibit desembarcar a les illes o ancorar un vaixell als voltats. Les illes tenen grans poblacions d'aus marines que hi nien. De fet, aquesta zona és considerada molt important per a la reproducció i alimentació de les aus marines dels voltants de l'atol.